# Älplihorn (Plessuralpen)
Das Älplihorn ⓘ ist mit 2839 m ü. M. eine der höchsten Erhebungen der Plessuralpen im Kanton Graubünden in der Schweiz. Durch die Nähe zum Skigebiet Arosa Lenzerheide ist es sowohl im Sommer, wie auch im Winter ein einfach zu erreichender Berg.

## Lage und Umgebung
Das Älplihorn zählt zu den zentralen Plessurbergen, einer Untergruppe der Plessuralpen. Vom Westgipfel des Parpaner Rothorns läuft eine Bergkette nordwärts in Richtung Prader Joch. Von dieser Gratlinie zweigen nacheinander mehrere Seitenketten gegen Nordosten ab. Eine südlichste und nur rudimentäre Seitenkette läuft vom Ostgipfel des Parpaner Rothorn direkt zum Älplihorn. Über diesen Verbindungsgrat kann der Gipfel mühe- und gefahrlos bestiegen werden.
Das Älplihorn liegt auf dem Gebiet der Gemeinde Arosa. Im Westen wird der Berg durch das Totälpli, im Nordwesten durch das Gredigs Älpli, im Nordosten durch das Schafälpli und im Osten durch die Erzböden eingefasst. Das Tal im Süden ist auf der Landeskarte nicht benannt. 
Zu den Nachbargipfeln gehören das Parpaner Rothorn im Südwesten, das Parpaner Weisshorn und der Tschirpen im Norden, das Aroser Rothorn im Süden sowie Erzhorn, Gamschtällihorn, Älpliseehorn und Schaftällihorn im Osten.
Der am weitesten entfernte sichtbare Punkt (48° 19′ 51,7″ N, 9° 11′ 11,9″ O) vom Älplihorn befindet sich bei der Burg Hölnstein, östlich von Stetten unter Holstein in Burladingen (Baden-Württemberg) und ist 179 km entfernt.
Nördlich des Älplihorns befindet sich auf 2393 m das Totseeli, östlich davon der Älplisee auf 2155 m. Die Plessur entspringt am Fusse des Älplihorns.
Talort ist Arosa. Häufiger Ausgangspunkt der Parpaner Rothorn.

## Erzabbau
Wie am Aroser Rothorn, am Erzhorn und am Tschirpen wurden auch am Älplihorn im Mittelalter Eisenerze und andere Bodenschätze abgebaut und in den Schmelzöfen in der Isel unterhalb Arosa verhüttet. 

## Routen zum Gipfel

### Sommerrouten

#### Vom Parpaner Rothorn
- Ausgangspunkt: Bergstation Parpaner Rothorn (2860 m)
- Via: Parpaner Rothorn Ostgipfel (2896 m), Verbindungsgrat
- Schwierigkeit: EB
- Zeitaufwand: ¾ Stunden
- Alternative: Man kann den Ostgipfel auf beiden Seiten leicht umgehen.

#### Über den Südwestgrat
- Ausgangspunkt: Lenzerheide (1476 m), Parpan (1493 m), Scharmoin (1904 m) oder Innerarosa (1894 m)
- Via: Totälpli

1. Von Lenzerheide oder Parpan wia Scharmoin und P. 2693 zum Totälpli
2. Von Arosa via Älplisee, Gredigs Fürggli (2614 m) und durch den Rothornweg zum Totälpli

- Schwierigkeit: EB (bis Totälpli B und als Wanderweg weiss-rot-weiss markiert)
- Zeitaufwand:

1. 3¾ Stunden von Lenzerheide oder Parpan, 2½ von Scharmoin
2. 3¾ Stunden von Arosa, ¾ Stunden von Gredigs Fürggli

#### Über den Ostgrat
- Ausgangspunkt: Innerarosa (1894 m)
- Via: Älplisee, talein bis P. 2232
- Schwierigkeit: BG (bis zum Älplisee als Wanderweg weiss-rot-weiss markiert)
- Zeitaufwand: 3¾ Stunden (2¼ Stunden vom Älplisee)

#### Durch die Südflanke
- Ausgangspunkt: Innerarosa (1894 m)
- Via: Älplisee, talein bis P. 2232, dann südwärts
- Schwierigkeit: EB (bis zum Älplisee als Wanderweg weiss-rot-weiss markiert)
- Zeitaufwand: 3¾ Stunden (2¼ Stunden vom Älplisee)

### Winterrouten

#### Vom Parpaner Rothorn
- Ausgangspunkt: Bergstation Parpaner Rothorn (2860 m)
- Via: Nördlich am Parpaner Rothorn Ostgipfel (2896 m) vorbei zum P. 2776 auf dem Verbindungsgrat
- Expositionen: E
- Schwierigkeit: L
- Zeitaufwand: ¾ Stunden

#### Abfahrt nach Arosa
- Ziel: Innerarosa (1829 m)
- Via: Älplisee

## Galerie

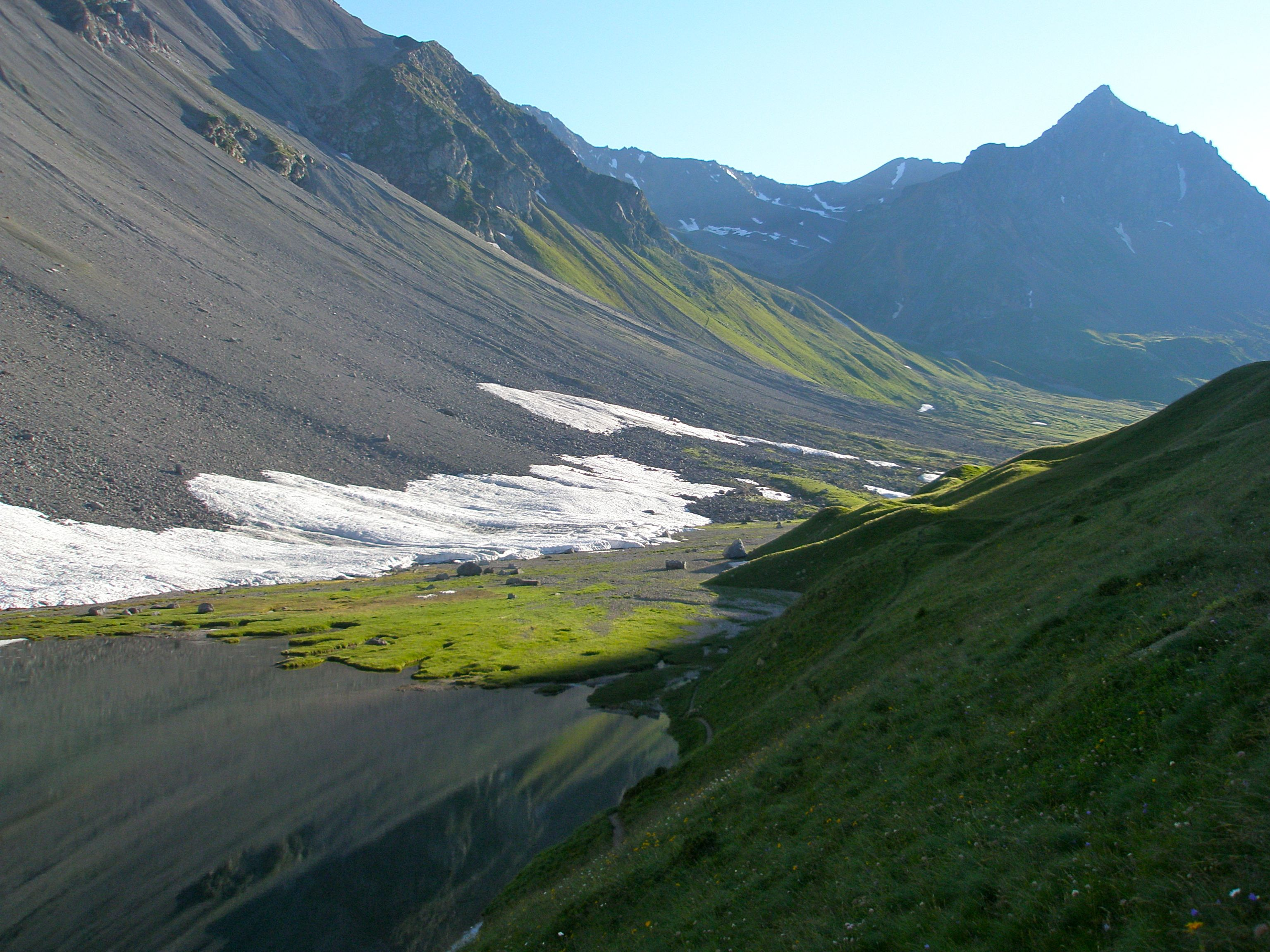
Blick vom Schafälpli zum Gipfel
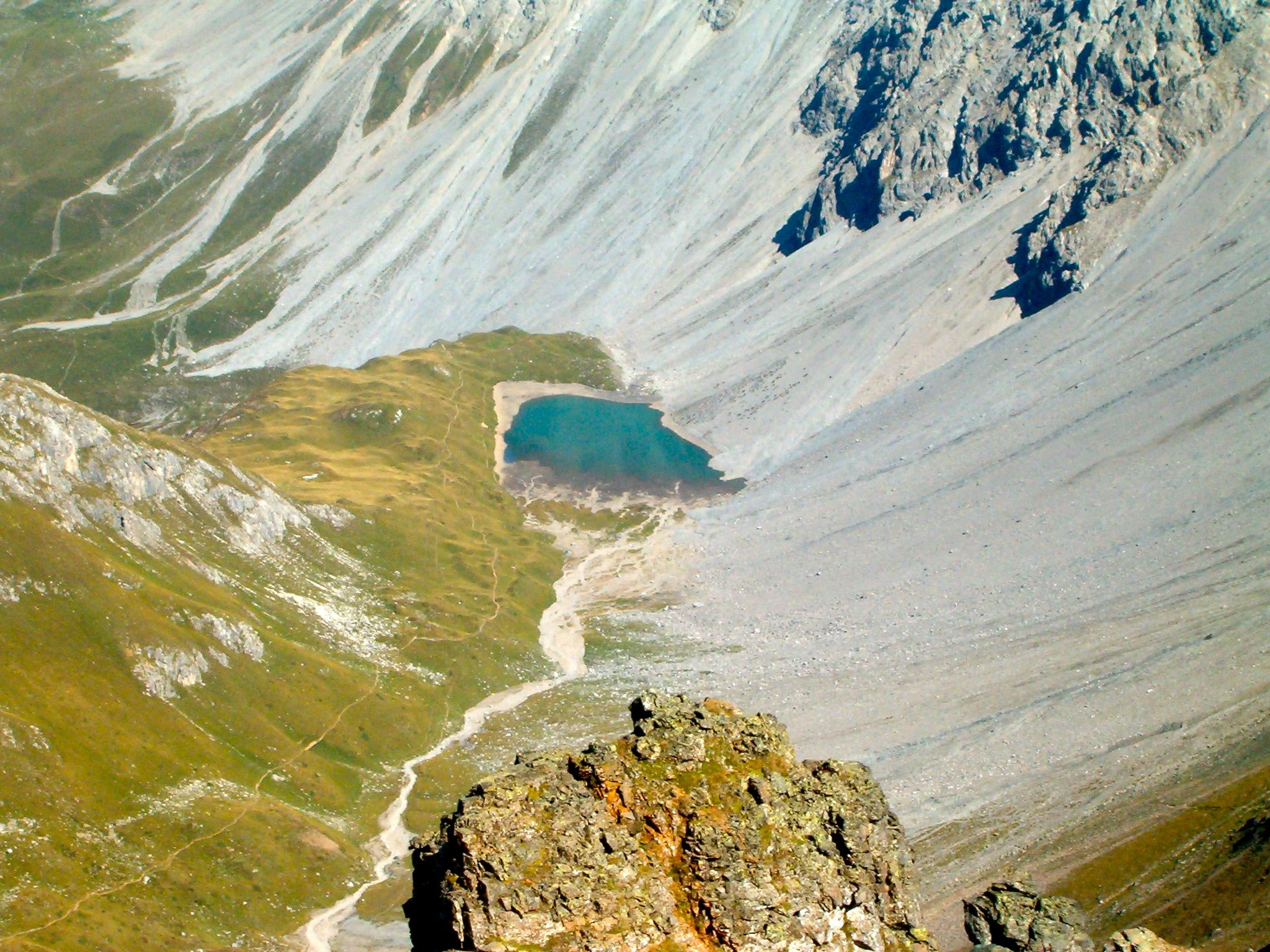
Blick vom Gipfel zum Älplisee mit junger Plessur
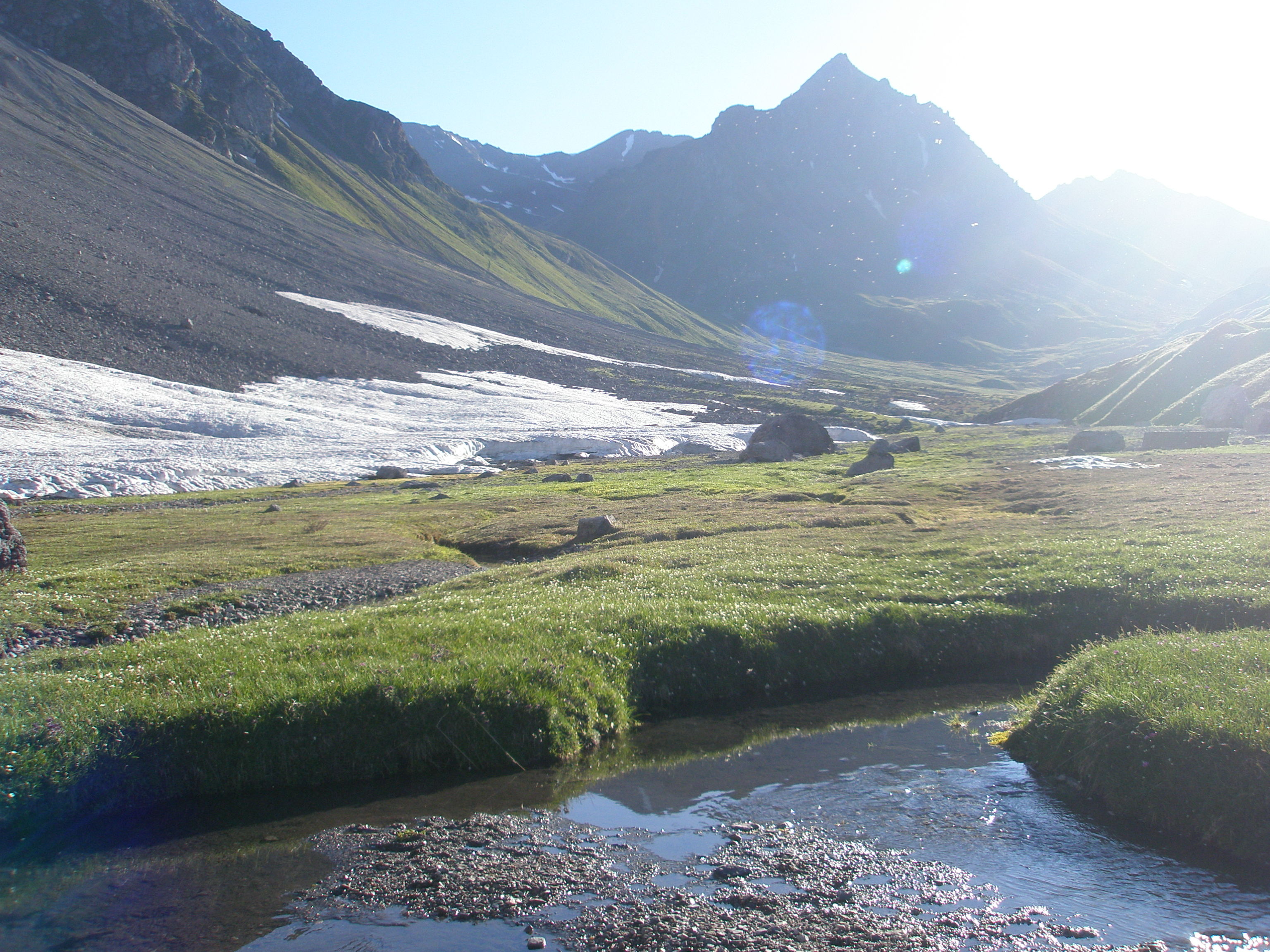
Älplihorn und Plessurdelta beim Älplisee
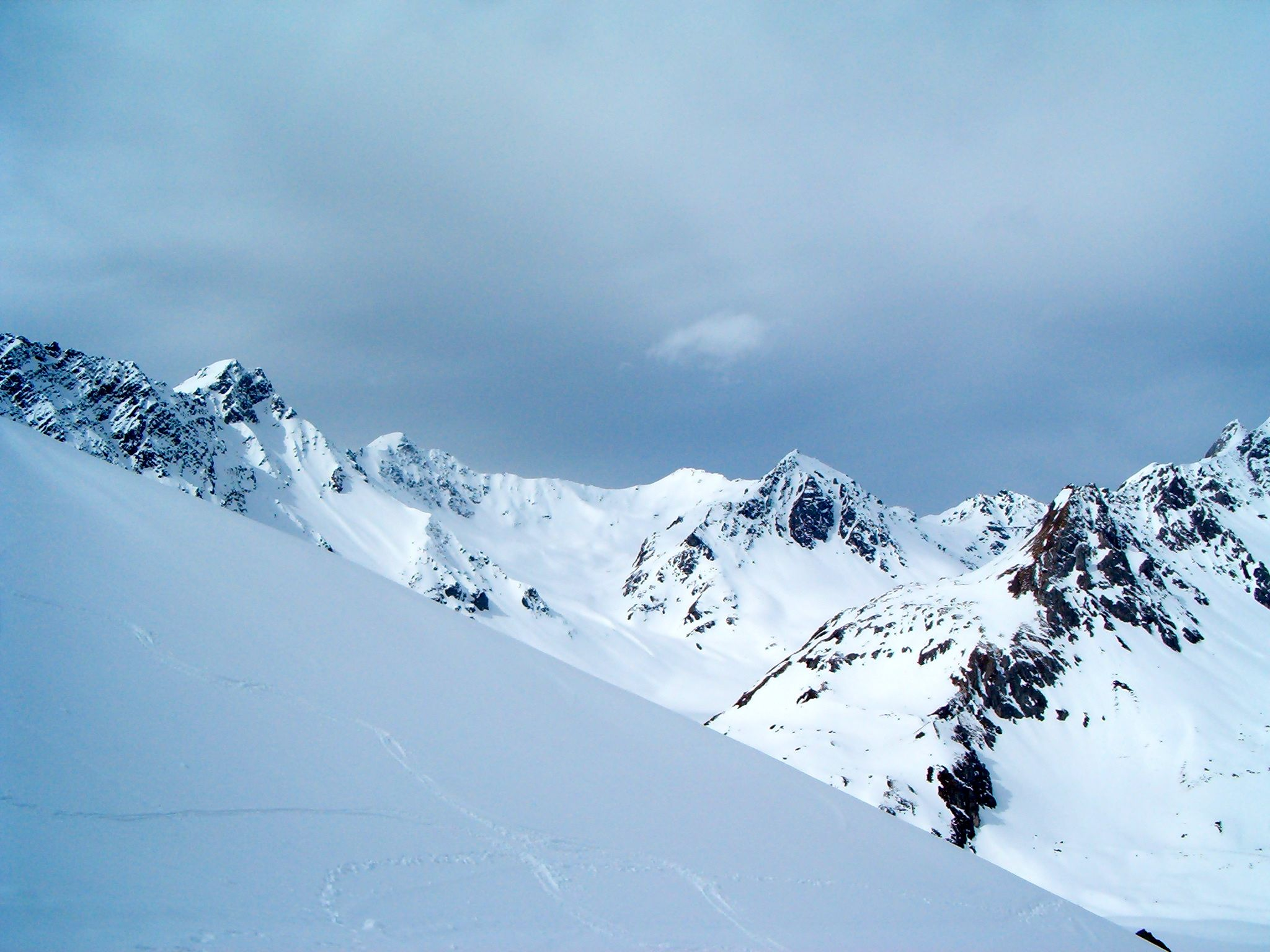
Älplihorn mit Aroser Rothorn und Erzhorn (von rechts)